# Liste der Biografien/Beru
Liste der Biografien |
Portal Biografien |
Personensuche
# |
A |
B |
C |
D |
E |
F |
G |
H |
I |
J |
K |
L |
M |
N |
O |
P |
Q |
R |
S |
T |
U |
V |
W |
X |
Y |
Z |
?
 
Ba |
Be |
Bd |
Bg |
Bh |
Bi |
Bj |
Bl |
Bm |
Bn |
Bo |
Br |
Bs |
Bu |
Bw |
By |
Bz
 
Bea–Beb |
Bec |
Bed |
Bee |
Bef |
Beg |
Beh |
Bei |
Bej |
Bek |
Bel |
Bem |
Ben |
Beo |
Bep |
Beq |
Ber |
Bes |
Bet |
Beu |
Bev |
Bew |
Bex |
Bey |
Bez
 
Bera |
Berb |
Berc |
Berd |
Bere |
Berf |
Berg |
Berh |
Beri |
Berj |
Berk |
Berl |
Berm |
Bern |
Bero |
Berq |
Berr |
Bers |
Bert |
Beru |
Berv |
Berw |
Berx |
Bery |
Berz
Die Liste der Biografien führt alle Personen auf, die in der deutschsprachigen Wikipedia einen Artikel haben. Dieses ist eine Teilliste mit 17 Einträgen von Personen, deren Namen mit den Buchstaben „Beru“ beginnt.

## Beru

### Berub
- Bérubé, Allan (1946–2007), US-amerikanischer Historiker und Autor
- Bérubé, Catherine (* 1983), kanadische Schauspielerin
- Berube, Craig (* 1965), kanadischer Eishockeyspieler und -trainerCraig Berube (* 1965)

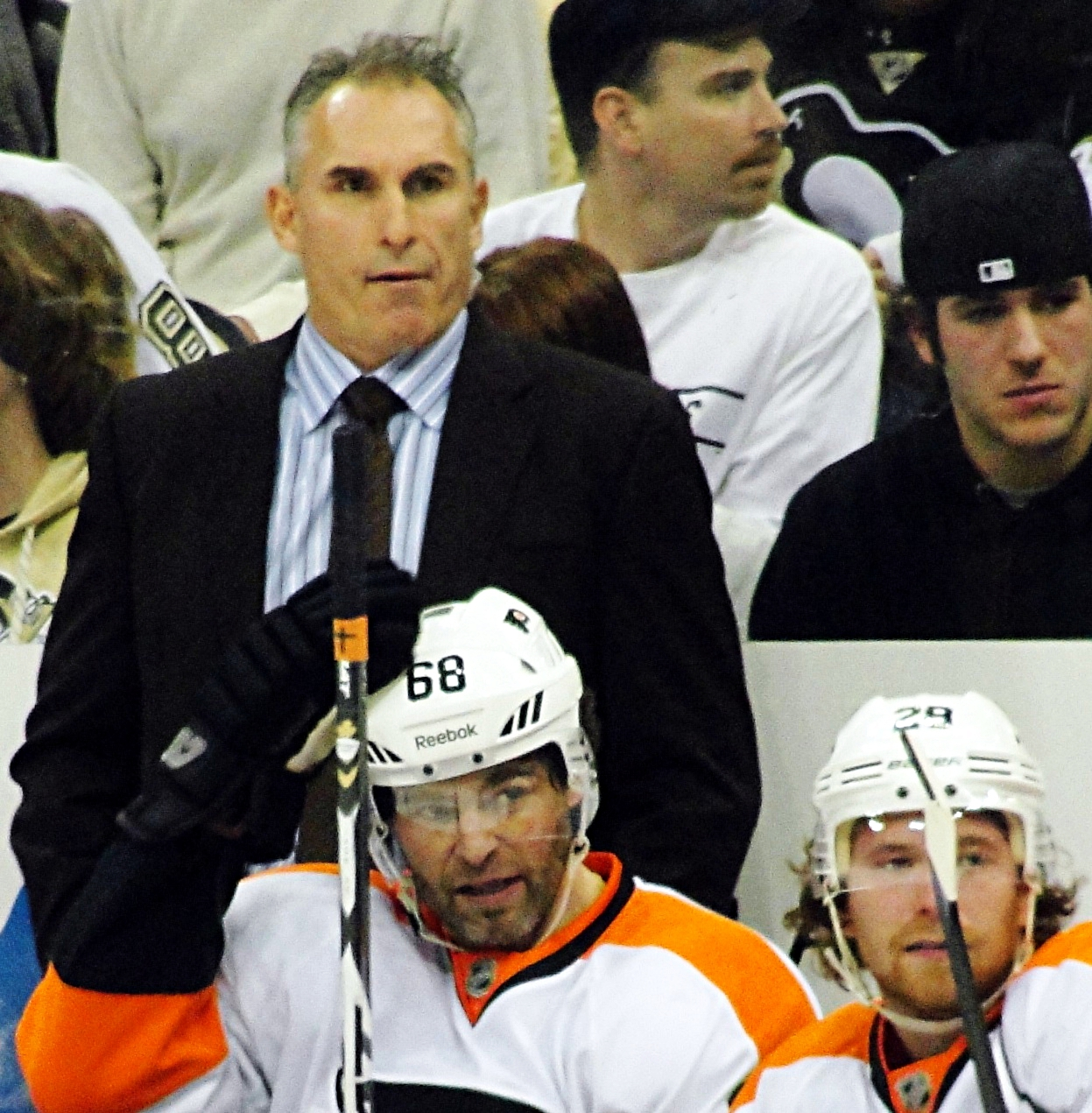
Craig Berube (* 1965)

- Bérubé, Jean-François (* 1991), kanadischer Eishockeytorwart
- Berubé, Philippe (* 1983), kanadischer Snowboarder
- Berube, Ryan (* 1973), US-amerikanischer Schwimmer

### Berue
- Beruete, Aureliano de (1845–1912), spanischer Maler und Politiker

### Berul
- Berulawa, Luka (* 2002), georgischer Eiskunstläufer
- Bérulle, Pierre de (1575–1629), französischer römisch-katholischer Theologe, Kardinal und erster Generalsuperior des Französischen Oratoriums
- Berulzewa, Sofja (* 2000), kasachische Karateka

### Berun
- Berunai, Shah († 1582), Sultan von Brunei

### Berur
- Berurja, Tannaitin

### Berus
- Beruschi, Enrico (* 1941), italienischer Schauspieler, Sänger und Regisseur

### Berut
- Berutschaschwili, Tamar (* 1961), georgische Hochschullehrerin und Politikerin
- Berutti, Arturo (1858–1938), argentinischer Opernkomponist
- Berutti, Jean-Claude (* 1952), französischer Theaterregisseur und Intendant

### Beruw
- Beruwalage, Madushika (* 1996), sri-lankische Badmintonspielerin